# Amata tomasina
Amata tomasina là một loài bướm đêm thuộc phân họ Arctiinae, họ Erebidae.